# Ушаков, Николай Яковлевич
Николай Яковлевич Ушаков (7 мая 1872 — ?) — полковник Российской императорской армии; участник русско-японской войны и Первой мировой войны; кавалер ордена Святого Георгия 4-й степени.

## Биография
Родился 7 мая 1872 года. По вероисповеданию был православным. Первичное образование получил в Нижегородском графа Аракчеева кадетском корпусе.
30 августа 1891 года вступил в службу в Российскую императорскую армию. Окончил Михайловское артиллерийское училище, откуда был выпущен в 3-ю гренадерскую артиллерийскую бригаду. 4 августа 1892 года получил старшинство в чине подпоручика, 4 августа 1896 года получил старшинство в чине поручика, 27 июля 1899 года получил старшинство в чине штабс-капитана, 27 июля 1983 года получил старшинство в чине капитана.
Принимал участие в русско-японской войне. 31 августа 1911 года получил старшинство в чине подполковника. По состоянию на сентябрь 1911 года служил в 10-м мортирном артиллерийском дивизионе. С 31 декабря 1913 года по 25 июля 1914 года был командиром 3-й бригады в 48-й артиллерийской батареи. 26 января 1914 года на основании Георгиевского статута был произведён в полковники, со старшинством с 31 августа 1912 года.
Участвовал в Первой мировой войне. С 25 июля 1914 года по 18 февраля 1915 года был командиром 1-го дивизиона 83-й артиллерийской батареи. На основании Высочайшего приказа от 18 февраля 1915 года был отчислен от должности и назначен в резерв чинов при штабе Киевского военного округа. По состоянию на 1 августа 1916 года находился в том же резерве и в том же чине.

## Награды
Николай Яковлевич Ушаков был пожалован следующими наградами:
- Орден Святого Георгия 4-й степени (Высочайший приказ от 6 сентября 1911);
- Орден Святой Анны 2-й степени с мечами (1905);
- Орден Святой Анны 3-й степени с мечами и бантом (1905);
- Орден Святой Анны 4-й степени (1907);
- Орден Святого Станислава 2-й степени (1906);
- Орден Святого Станислава 3-й степени (дата награждения орденом неизвестна); мечи к ордену (1906).